# Mangrovesnapper
Mangrovesnapper (Lutjanus argentimaculatus) är en fisk i familjen Lutjanidae som finns i Indiska oceanen och Stilla havet.

## Beskrivning
Mangrovesnappern har en långsträckt kropp med en ryggfena med 10 taggstrålar och 13–14 mjukstrålar. Analfenan har samma uppbyggnad med 3 taggstrålar och 7–8 mjukstrålar. Fisken kan bli upp till 150 cm lång och väga uppemot 8,7 kg, även om den vanligtvis blir klart mindre. Kroppen är vanligen grönbrun på ryggen, övergående till en mer rödaktig färg på sidor och buk. Populationer som lever i djupare vatten är mer enhetligt rödaktiga, men med fjäll som är mörka i mitten och vitaktiga längs kanterna, något som ger dem ett nätmönstrat utseende. Ungfiskar har omkring åtta bleka tvärstreck på sidorna, och en eller två blå streck längs kinderna.

## Vanor
Ungfiskarna vistas vanligen bland mangroverötter i flodmynningarnas brackvatten och även i rent sötvatten i vattendragens nedre lopp. De vuxna fiskarna lever bland rev i djupare vatten ned till ungefär 100 m.
Arten är främst nattaktiv, och lever på kräftdjur och andra fiskar. Den kan bli upp till 39 år gammal.
I åtminstone den varmare delen av utbredningsområdet leker fisken året runt.

## Utbredning
Mangrovesnappern är vanligt förekommande i Indiska oceanen och Stilla havet från Östafrika till Samoaöarna norrut till Ryukyuöarna i Japan, söderut till Australien. Den har också spritts via Suezkanalen till östra Medelhavet utanför Libanon, men är inte vanlig där.

## Kommersiell betydelse
Arten är en uppskattad matfisk och föremål för ett omfattande kommersiellt fiske; under senare delen av 2000-talet har fångsten legat på omkring 12 000 ton årligen. Främsta metoder är fisknät, långrev och trålning. Sportfiske förekommer också.